# The Red Badge of Courage
The Red Badge of Courage is een Amerikaanse film van John Huston uit 1951 met in de hoofdrollen Audie Murphy en Bill Mauldin.
Het scenario van John Huston is gebaseerd op de gelijknamige roman van Stephen Crane uit 1895. Het vertelt de belevenissen van een jonge soldaat tijdens de veldslagen van de Amerikaanse Burgeroorlog (1861-1865).
De film had een budget van meer dan anderhalf miljoen dollar, maar flopte in de bioscopen. Het bracht Metro-Goldwyn-Mayer (MGM) in grote financiële problemen. De problemen waren zo groot dat andere regisseurs en producenten moeite hadden hun films te realiseren bij MGM. Met name regisseurs van grootschalige oorlogsfilms hadden geen kans. Nadat MGM bijvoorbeeld weigerde om Stanley Kubrick Paths of Glory te laten maken, een anti-oorlogsfilm, week hij uit naar een andere studio, waarop MGM hem ontsloeg.
De titel van de film en het boek The Red Badge of Courage (de rood gekleurde onderscheiding voor moed) is ontleend aan de kleur van het bloed. Een soldaat laat met deze verwonding zien dat hij zich onderscheidt van de groentjes. Tegelijkertijd moet hij proberen om deze 'onderscheiding', een oorlogswond, te vermijden, omdat tijdens de Amerikaanse Burgeroorlog veel verwondingen dodelijk waren, als gevolg van de slechte medische hulp.

## Verhaal
Een jonge soldaat neemt deel aan zijn eerste veldslag tijdens de Amerikaanse Burgeroorlog. Tijdens de veldslag vallen de Zuidelijke troepen aan en de soldaat slaat angstig op de vlucht. Later hoort hij dat zijn regiment de slag heeft gewonnen en beschaamd wil hij terugkeren. Onderweg ontmoet hij gewonde soldaten en zijn eerste lijk. Hij wordt neergeslagen door een groep soldaten. Als hij uiteindelijk bij zijn regiment terugkeert wordt zijn hoofdwond aangezien voor een oorlogswond. De volgende morgen vecht hij weer mee en toont nu zijn ware moed. Hij is de drager van de regimentsvlag en toont zijn moed door ongewapend op de schietende Zuidelijken af te stormen. De jonge soldaat overleeft wonder boven wonder de kogelregen en de Zuidelijken slaan op de vlucht als ze de Noordelijke soldaten zo dapper zien aanvallen. De slag wordt gewonnen en het regiment van de jonge soldaat keert terug. Hij is niet langer bang meer voor de dood.

## Rolverdeling
| Acteur       | Personage            |
| ------------ | -------------------- |
| Audie Murphy | Jonge soldaat        |
| Bill Mauldin | Luidruchtige soldaat |
| Douglas Dick | Luitenant            |
| Royal Dano   | Haveloze man         |
| John Dierkes | Lange soldaat        |

## Scenario
John Hughes baseerde zijn scenario op de gelijknamige roman van Stephen Crane (1871–1900). Crane was een aantal jaren na de Amerikaanse Burgeroorlog geboren en had geen ervaring uit eerste hand met de gevechtshandelingen. Hij las over de burgeroorlog in enkele afleveringen van het tijdschrift Century Magazine en raakte verveeld door de droge en stijve schrijfstijl. Langzamerhand ontstond bij Crane het idee een roman te schrijven over een jonge soldaat ten tijde van de Amerikaanse Burgeroorlog en daar de emoties in te leggen die hij zo miste in de artikelen. Hoewel Crane weinig op had met de stijl van de artikelen in Century gebruikte hij ze wel als bron, met name het artikel, 'Herinneringen van een soldaat" van Warren Lee Goss. Verder had hij gesprekken met veteranen van het 124ste Infanterie Regiment "New York Vrijwilligers". Dit regiment kwam voor het eerst in actie tijdens de Slag bij Chancellorsville in 1863. Hoewel Crane de slag niet met name noemt, gaan critici ervan uit dat deze slag model staat voor de gevechten in de roman. Hughes volgt de roman van Crane, maar met minder details, ook hebben de verschillende personages geen namen, maar omschrijvingen, als de jonge soldaat of de haveloze man.

## Productie
Hughes filmde van augustus tot en met oktober 1950 en de kosten liepen op tot 1.640.000 dollar. Hij filmde in Bidwell Park in Chico, Californië, in Chico, Californië, op de John Huston Ranch, Tarzana, Los Angeles, en in de Metro-Goldwyn-Mayer Studios, Culver City, Californië. Beïnvloed door de film noir gebruikte Huston ongewone composities en afwijkende camerastanden om een sfeer te creëren van een vijandelijke omgeving. De opnames leden echter onder de machtsstrijd tussen studiobaas Louis B. Mayer en uitvoerend producent Dore Schary. Mayer vond het scenario maar niks. Volgens hem kon een film zonder vrouwen en zonder enige romantiek nooit een succes worden. Schary wist echter de productie door te laten gaan volgens Hustons scenario. Ook de keuze voor Audie Murphy viel niet goed bij Mayer. Murphy was weliswaar een held uit de Tweede Wereldoorlog en de meest gedecoreerde soldaat, maar geen echte acteur. Murphy had echter een groot voordeel, hij had als boerenjongen die werd opgeroepen voor zijn dienstplicht hetzelfde meegemaakt als het hoofdpersonage uit de film. Onder de bekwame leiding van Huston zetten Murphy een prima prestatie neer.

## Post-productie
Huston beschouwde The Red Badge of Courage als zijn beste film en had hoge verwachtingen. MGM was dit echter niet met hem eens. Tijdens de eerste voorstellingen voor een testpubliek werd men zenuwachtig van de negatieve reacties. Huston werd aan de kant gezet en MGM liet de film een aantal malen opnieuw monteren. Er werd zelfs twintig minuten aan materiaal uit de film gehaald, en uiteindelijk resteerden slechts 69 minuten. Er volgden weer voorstellingen voor een testpubliek, weer met teleurstellende resultaten. Veteraan James Whitmore werd van stal gehaald om commentaren in te spreken en zo de film begrijpelijker te maken.
Huston nam afstand van de film, die hij niet meer beschouwde als zijn creatie. Hij stortte zich op zijn nieuwe film The African Queen (1951). MGM bracht The Red Badge of Courage uiteindelijk uit als een B-film en de film flopte genadeloos in de bioscopen. Later hebben zowel Huston als Audie Murphy vergeefs geprobeerd de rechten van de film in handen te krijgen en de film in zijn originele lengte van 120 minuten uit te brengen. Volgens MGM was echter al het uit de film geknipte materiaal vernietigd.

## Historische onnauwkeurigheden
Veel films die spelen in het verleden lijden onder historische onnauwkeurigheden, meestal het gevolg van slechte research of gebrek aan historisch materiaal. Ook The Red Badge of Courage kent zijn foutjes:
- Soldaten van het Noordelijke leger waden door een rivier en dragen hun geweren hoog boven het hoofd. Vrijwel alle geweren zijn wapens die tientallen jaren later werden geproduceerd zoals de Springfield Model 1903, dit wapen werd bijna vijftig jaar na de Amerikaanse Burgeroorlog geproduceerd.
- De soldaten in de eenheid van de jonge soldaat dragen petten met daarop geborduurd een insigne met twee geweren die elkaar kruisen. Dit insigne werd echter pas ingevoerd in 1876, elf jaar na afloop van de Burgeroorlog. Tot 1876 was een jachthoorn op het insigne afgebeeld. Verder dragen de soldaten de rechthoekige riemschildjes in plaats van het ovale bronzen schildje dat de dienstplichtige soldaten droegen.
- Veel van de actie vindt plaats rond één peloton. Er waren pelotons in de regimenten, maar de meeste eenheden waren opgezet als een compagnie. De manier van vechten in de Amerikaanse Burgeroorlog waarbij grote massa's soldaten rechtstreeks het vijandelijke vuur in werden gestuurd, eiste zoveel levens dat een peloton amper bestaansrecht had.
- Er heeft nooit een 304ste Regiment Infanterie bestaan tijdens de Amerikaanse Burgeroorlog. De meeste nummers voor de regimenten kwamen nooit verder dan 150.
- De rechthoekige regimentsvlaggen die in de film te zien zijn, waren in werkelijkheid vierkant.